# Sveučilište Klaipėda
Sveučilište Klaipėda (litvanski: Klaipėdos universitetas) je sveučilište u litvanskoj luci Klaipėdi.

## Povijest
Utemeljeno je u siječnju 1991.
U početku je imalo tri fakulteta, humanistički i prirodoslovlja, pomorskog inženjerstva  i pedagogije, a broj im je kasnije narastao: PMF, humanističke znanosti, pomorsko inženjerstvo, umjetnost, pedagogija i društvene znanosti. 

## Instituti
Sveučilište je dobilo i institute: pomorski institut, institut za istraživanje i planiranje priobalja, institut za povijest baltičke regije i arheologiju, te institut za regionalnu politiku i planiranje .
Sveučilište nudi 114 raznih studijskih programâ.

## Vanjske poveznice
|  | Zajednički poslužitelj ima još gradiva o temi Sveučilište Klaipėda |

- Službene stranice sveučilišta u Klaipėdi